# Кутковецький Микола Панасович
Микола Панасович Кутковецький (1942 — ?) — молдавський радянський державний і комуністичний діяч, секретар ЦК КП Молдавії, 1-й секретар Флорештського районного комітету КП Молдавії. Депутат Верховної Ради Молдавської РСР 10—11-го скликань. Член ЦК Комуністичної партії Молдавії.

## Життєпис
Народився в селянській родині. У 1960 році закінчив Кам'янський радгосп-технікум імені Солтиса Молдавської РСР.
У 1960—1971 роках — агроном колгоспів «Перше травня» і «Маяк», головний агроном колгоспу «50 років Жовтня» Окницького району Молдавської РСР.
Член КПРС з 1966 року.
Закінчив Кишинівський сільськогосподарський інститут імені Фрунзе.
У 1971—1974 роках — голова колгоспу імені Калініна Бричанського району Молдавської РСР.
У 1974—1977 роках — голова об'єднання механізації та електрифікації сільськогосподарського виробництва Бричанського району.
У 1977—1980 роках — голова Бричанської районної ради колгоспів.
У 1980—1989 роках — голова Флорештської районної ради колгоспів; 1-й секретар Флорештського районного комітету КП Молдавії.
5 грудня 1989 — серпень 1991 року — секретар ЦК КП Молдавії.
Подальша доля невідома.

## Нагороди
- ордени
- медалі